# Orquesta Filarmónica de Oslo
La Orquesta Filarmónica de Oslo es un orquesta sinfónica establecida en Oslo, Noruega. La orquesta fue fundada en 1919 y ha tenido desde 1977 su sede en el Sala de Conciertos de Oslo. Al comenzar la temporada de 2006/2007, Jukka-Pekka Saraste tomó el puesto de director musical de André Previn. La orquesta consiste en 69 músicos en la sección de cuerdas, 16 en las maderas, 15 en los metales, 5 en la percusión, 1 arpista, y 1 pianista.
La Orquesta Filarmónica de Oslo tiene sus raíces en 1879, cuando la Asociación Musical Kristiania (Kristiania Musikerforening) fue fundada por Edvard Grieg y otros. La Orquesta también sirvió en el Nationaltheatret). En 1919, la orquesta fue reformada como Orquesta de la Compañía Filarmónica (Filharmonisk Selskabs Orkester). En 1979 se cambió su nombre al actual, y en 1996 la organización se convirtió en una fundación independiente por decreto del parlamento noruego.
Si bien la orquesta mantiene un elevado estándar de calidad desde sus inicios y bajo varios destacados directores musicales, muchos consideran que conoció su periodo más brillante durante la dirección de Mariss Jansons entre 1979 y 2002. Durante este tiempo la orquesta grabó versiones referenciales de las sinfonías de Chaikovski, e hizo varias giras internacionales.

## Directores
- Georg Schnéevoigt (1919-1921)
- Johan Halvorsen (1919-1920)
- Ignaz Neumark (1919-1921)
- José Eibenschütz (1921-1927)
- Odd Grüner-Hegge (1931-1933)
- Olav Kielland (1933-1945)
- Odd Grüner-Hegge (1945-1962)
- Herbert Blomstedt (1962-1968)
- Øivin Fjeldstad (1962-1969)
- Miltiades Caridis (1969-1975)
- Okko Kamu (1975-1979)
- Mariss Jansons (1979-2002)
- André Previn (2002-2006)
- Jukka-Pekka Saraste (2006-2013)
- Vasily Petrenko (2013- 2020)
- Klaus Mäkelä (2020-2023)